# James Neill
James Neill (29. september 1860 – 16. marts 1931) var en amerikansk stumfilmskuespiller. Han optrådte i 113 film mellem 1913 og 1930. Han er begravet på Savannah's Bonaventure Cemetery. Hans kone, var Edythe Chapman. I 1902 medvirkede parret i Broadway-stykket The Red Knight. Neill bør ikke forveksles med James O'Neill, en berømt skuespiller fra Monte Cristo og søn af Eugene O'Neill.

## Udvalgt filmografi
- The Border Patrol (1928)
- The King of Kings (1927)
- Thank You (1925)
- The Thrill Chaser (1923)
- The Ten Commandments (1923) – Aaron
- The World's Applause (1923)
- Manslaughter (1922)
- Dusk 'till Dawn (1922)
- Saturday Night (1922)
- Her Husband's Trademark (1922)
- The Paliser Case (1920)
- Don't Change Your Husband (1919)
- Say! Young Fellow (1918)
- We Can't Have Everything (1918)
- The Whispering Chorus (1918)
- The Devil-Stone (1917)
- Joan the Woman (1917)
- Oliver Twist (1916)
- The Dream Girl (1916)
- Maria Rosa (1916)
- The Ragamuffin (1916)
- The Cheat (1915)
- The Warrens of Virginia (1915)
- After Five (1915)
- Rose of the Rancho (1914)
- The Man from Home (1914)
- Richelieu (1914)
- The Man on the Box (1914)
- Discord and Harmony (1914)
- The Honor of the Mounted (1914)
- The Lie (1914)
- Bloodhounds of the North (1913)
- Red Margaret, Moonshiner (1913)